# 파이아

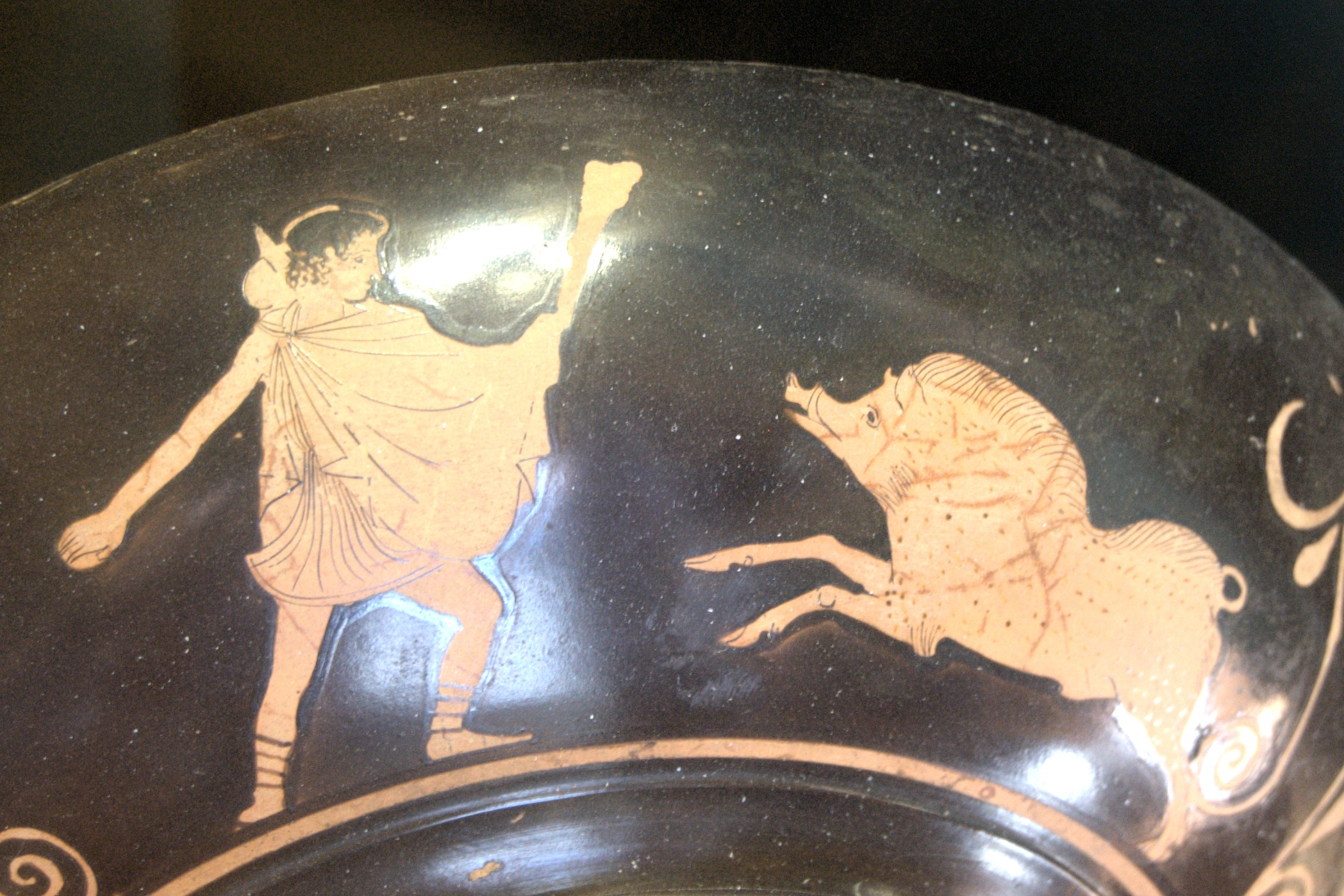

파이아(Phaea, Φαιά Phaiā́, "회색")는 그리스 신화에 나오는 돼지(Crommyonian Sow, 고대 그리스어: Ὕς ΚρομμύΩν Hus Krommúōn)를 소유한 여성이자 그 돼지 자체를 의미한다.

## 신화
파이아는 메가라와 코린토스 사이 크로묜(Crommyon) 마을 주변 지역을 황폐화시킨 멧돼지였으며 결국 테세우스의 초기 모험에서 살해당했다. 비블리오테케(Bibliotheca)에 따르면, 일부에서는 에키드나와 티폰의 딸이라고 전하며, 그것을 키운 노파의 이름을 따서 명명했다. 스트라본에 따르면, 그 암퇘지는 칼리돈 멧돼지의 어미라고 한다. 가이우스 율리우스 히기누스는 크로묜에서 죽인 돼지 테세우스가 멧돼지라고 말했다.
플루타르코스는 이야기를 반복하지만 파이아 자신이 살인적인 여성 강도였으며 비만 자녀와 사악한 매너 때문에 "쏘우"(Sow)라는 별명을 얻었으며 그녀는 테세우스에 의해 살해된 "쏘우"라고 듣게 된다.

## 참고 자료
- Pseudo-Apollodorus, Apollodorus, The Library, with an English Translation by Sir James George Frazer, F.B.A., F.R.S. in 2 Volumes, Cambridge, MA, Harvard University Press; London, William Heinemann Ltd. 1921
- Hyginus, Gaius Julius, The Myths of Hyginus. Edited and translated by Mary A. Grant, Lawrence: University of Kansas Press, 1960.
- Smith, William; Dictionary of Greek and Roman Biography and Mythology, London (1873). "Phaea"
- Strabo,  Geography, Editors, H.C. Hamilton, Esq., W. Falconer, M.A., London. George Bell & Sons. 1903. Online version at the Perseus Digital Library